# 786 (numero)
Settecentottantasei (786) è il numero naturale dopo il 785 e prima del 787.

## Proprietà matematiche
- È un numero pari.
- È un numero composto con 8 divisori: 1, 2, 3, 6, 131, 262, 393, 786. Poiché la somma dei suoi divisori (escluso il numero stesso) è 798 > 786, è un numero abbondante.
- È un numero sfenico.
- È un numero semiperfetto in quanto pari alla somma di alcuni (o tutti) i suoi divisori.
- È un numero malvagio.
- È un numero intero privo di quadrati.
- È parte delle terne pitagoriche (786, 1048, 1310), (786, 17152, 17170), (786, 51480, 51486), (786, 154448, 154450).

## Astronomia
- 786 Bredichina è un asteroide della fascia principale del sistema solare.
- NGC 786 è una galassia spirale della costellazione dell'Ariete.
- IC 786 è una galassia nella costellazione del Corvo.

## Astronautica
- Cosmos 786 è un satellite artificiale russo.

## Altri ambiti
- Route nationale 786 è una strada statale della Francia.
- Voivodeship road 786 è una strada della Polonia.